# Out of the Dark (film 1912)
Out of the Dark è un cortometraggio muto del 1912 diretto da George Nichols.

## Produzione
Il film fu prodotto dalla Thanhouser Film Corporation.

## Distribuzione
Distribuito dalla Film Supply Company, il film - un cortometraggio di una bobina - uscì nelle sale cinematografiche USA il 2 luglio 1912.